# COUNTDOWN RADIO WEST
COUNTDOWN RADIO WEST（カウントダウン・レディオ・ウェスト）は、HFMをキーステーションに中四国のJFN加盟のFM局8局共同制作で放送されたラジオ番組である。

## 番組概要
この番組は合計で3期あり、1期目は「COUNTDOWN RADIO WEST」というタイトルで、2期目以降は「☆COUNTDOWN RADIO WEST☆ "○○のRadio Blavo!"（カウントダウン・レディオ・ウェスト ○○のレディオ・ブラボー!／通称: ラジブラ）」として放送された。○○にはパーソナリティの愛称（あだ名）が入る。2期目はNii（にい: 仁井聡子）、3期目はJ（じぇい: "J"アントニオ（アーティスト）／川瀬晶子）がはいった。
番組内容としては、中四国各局で放送されているカウントダウンプログラムのランキングを集計して、中四国ではどんな曲が流行っているのかをカウントダウンした。2期以降のランキングには「ラジブラ・チャート」というあだ名もついた。
放送時間は、広島・山口・岡山・香川・山陰各局は木曜20時から、徳島・高知では木曜21時から、愛媛では当初木曜21時からであったが、途中で土曜か日曜の24時に変更。
その後、この番組は放送時間短縮に伴って、金曜21時からに放送が移り局アナバトルROUND3がスタートした。木曜20時からネットしていた地域の殆どではCOAST TO COASTがスタート。また従来金曜21時から国分太一 Radio Boxをネットしていた地域では金曜か土曜の19時台か20時台に放送枠が移った。
| スタブアイコン | サブスタブ | この項目は、まだ閲覧者の調べものの参照としては役立たない、ラジオ番組に関連した書きかけの項目です。この項目を加筆・訂正などしてくださる協力者を求めています（P:ラジオ/PJ:放送番組）。 |